# Карлос Алкараз
Карлос Алкараз Гарфија (шп. Carlos Alcaraz Garfia; Ел Палмар, 5. мај 2003) шпански је тенисер. Најбољи пласман у појединачној конкуренцији достигао је 12. септембра 2022. када је био на првом месту на АТП листи. Тада је имао деветнаест година и четири месеца те је уједно и најмлађи број 1 у историји отворене ере. У каријери је освојио двадесет једну титулу на АТП турнеји. На гренд слем турнирима има пет освојених титула: Отворено првенство САД 2022, Ролан Гарос 2024. и 2025, Вимблдон 2023. и 2024. Такође је освојио седам мастерса.
Професионалну каријеру је почео 2018. када је имао петнаест година. На ИТФ турнеји освојио је три титуле, а на АТП челенџер турнеји четири. Ушао је у најбољих сто на АТП листи маја 2021, а годину је завршио у најбољих тридесет пет. Исте године је дошао до свог првог четвртфинала на гренд слемовима, конкретно на Ју-Ес опену. У марту 2022, са својих осамнаест година, Алкараз је освојио први турнир из серије Мастерс 1000, Отворено првенство Мајамија, а два месеца касније тријумфовао је и на Отвореном првенству Мадрида. Крајем 2022. дошао је до своје прве гренд слем титуле — Отвореног првенства САД. Годину је завршио као најмлађи број један у историји АТП рангирања.
Наредне године Алкараз је освојио још два мастерса — Индијан Велс и Мадрид, као и свој други гренд слем на Вимблдону. Године 2024. био је првак Ролан Гароса чиме је постао најмлађи тенисер који је комплетирао тзв. „surface slam”, тј. играч који је освојио гренд слем титулу на све три подлоге (тврда, трава, шљака). Потом је успео да одбрани титулу на Вимблдону савладавши Новака Ђоковића у финалу другу годину заредом. Тако је постао тек шести тенисер који је у појединачној конкуренцији у истој години успео освојити и Ролан Гарос и Вимблдон. Исте године је први пут учествовао на Летњим олимпијским играма на којима је освојио сребрну медаљу. Такође је освојио Отворено првенство Кине 2024. и тако је постао први играч који је у појединачној конкуренцији успео освојити титулу на турнирима из серије АТП 500 на све три подлоге.

## Статистика

### Финала на гренд слемовима

#### Појединачно: 6 (5 победа, 1 пораз)
| Исход     | Бр. | Година | Турнир                 | Подлога | Противник         | Резултат                                                |
| --------- | --- | ------ | ---------------------- | ------- | ----------------- | ------------------------------------------------------- |
| Победник  | 1.  | 2022.  | Отворено првенство САД | Тврда   | Каспер Руд        | 6 : 4, 2 : 6, 7 : 6(7 : 1), 6 : 3                       |
| Победник  | 2.  | 2023.  | Вимблдон               | Трава   | Новак Ђоковић     | 1 : 6, 7 : 6(8 : 6), 6 : 1, 3 : 6, 6 : 4                |
| Победник  | 3.  | 2024.  | Ролан Гарос            | Шљака   | Александар Зверев | 6 : 3, 2 : 6, 5 : 7, 6 : 1, 6 : 2                       |
| Победник  | 4.  | 2024.  | Вимблдон (2)           | Трава   | Новак Ђоковић     | 6 : 2, 6 : 2, 7 : 6(7 : 4)                              |
| Победник  | 5.  | 2025.  | Ролан Гарос            | Шљака   | Јаник Синер       | 4 : 6, 6 : 7(4 : 7), 6 : 4, 7 : 6(7 : 3), 7 : 6(10 : 2) |
| Финалиста | 1.  | 2025.  | Вимблдон               | Трава   | Јаник Синер       | 6 : 4, 4 : 6, 4 : 6                                     |

### Финала на турнирима АТП мастерс 1000

#### Појединачно: 8 (7 победа, 1 пораз)
| Исход     | Бр. | Година | Турнир           | Подлога | Противник         | Резултат                          |
| --------- | --- | ------ | ---------------- | ------- | ----------------- | --------------------------------- |
| Победник  | 1.  | 2022.  | Мајами           | Тврда   | Каспер Руд        | 7 : 5, 6 : 4                      |
| Победник  | 2.  | 2022.  | Мадрид           | Шљака   | Александар Зверев | 6 : 3, 6 : 1                      |
| Победник  | 3.  | 2023.  | Индијан Велс     | Тврда   | Данил Медведев    | 6 : 3, 6 : 2                      |
| Победник  | 4.  | 2023.  | Мадрид (2)       | Шљака   | Јан-Ленард Штруф  | 6 : 4, 3 : 6, 6 : 3               |
| Финалиста | 1.  | 2023.  | Синсинати        | Тврда   | Новак Ђоковић     | 7 : 5, 6 : 7(7 : 9), 6 : 7(4 : 7) |
| Победник  | 5.  | 2024.  | Индијан Велс (2) | Тврда   | Данил Медведев    | 7 : 6(7 : 5), 6 : 1               |
| Победник  | 6.  | 2025.  | Монте Карло      | Шљака   | Лоренцо Музети    | 3 : 6, 6 : 1, 6 : 0               |
| Победник  | 7.  | 2025.  | Рим              | Шљака   | Јаник Синер       | 7 : 6(7 : 5), 6 : 1               |

### Финала на Летњим олимпијским играма

#### Појединачно: 1 (1 сребро)
| Исход  | Година | Турнир                        | Подлога | Противник     | Резултат                   |
| ------ | ------ | ----------------------------- | ------- | ------------- | -------------------------- |
| Сребро | 2024.  | Летње олимпијске игре (Париз) | Шљака   | Новак Ђоковић | 6 : 7(3 : 7), 6 : 7(2 : 7) |

### Финала на АТП турнеји

#### Појединачно: 28 (21 победа, 7 пораза)
| Легенда                              |
| ------------------------------------ |
| Гренд слем (5 победа)                |
| Олимпијске игре (1 пораз)            |
| Завршно првенство сезоне (0)         |
| АТП мастерс 1000 (7 победа, 1 пораз) |
| АТП 500 (7 победа, 3 пораза)         |
| АТП 250 (2 победе, 1 пораз)          |

| Финала по подлози           |
| --------------------------- |
| Тврда (6 победа, 1 пораз)   |
| Шљака (11 победа, 5 пораза) |
| Трава (4 победе, 1 пораз)   |

| Финала по локацији             |
| ------------------------------ |
| Отворено (20 победа, 7 пораза) |
| Дворана (1 победа)             |

| Исход     | Бр. | Датум               | Турнир                             | Подлога | Противник          | Резултат                                                |
| --------- | --- | ------------------- | ---------------------------------- | ------- | ------------------ | ------------------------------------------------------- |
| Победник  | 1.  | 25. јул 2021.       | Умаг, Хрватска                     | Шљака   | Ришар Гаске        | 6 : 2, 6 : 2                                            |
| Победник  | 2.  | 20. фебруар 2022.   | Рио, Бразил                        | Шљака   | Дијего Шварцман    | 6 : 4, 6 : 2                                            |
| Победник  | 3.  | 3. април 2022.      | Мајами, САД                        | Тврда   | Каспер Руд         | 7 : 5, 6 : 4                                            |
| Победник  | 4.  | 24. април 2022.     | Барселона, Шпанија                 | Шљака   | Пабло Карењо Буста | 6 : 3, 6 : 2                                            |
| Победник  | 5.  | 8. мај 2022.        | Мадрид, Шпанија                    | Шљака   | Александар Зверев  | 6 : 3, 6 : 1                                            |
| Финалиста | 1.  | 24. јул 2022.       | Хамбург, Немачка                   | Шљака   | Лоренцо Музети     | 4 : 6, 7 : 6(8 : 6), 4 : 6                              |
| Финалиста | 2.  | 31. јул 2022.       | Умаг, Хрватска                     | Шљака   | Јаник Синер        | 7 : 6(7 : 5), 1 : 6, 1 : 6                              |
| Победник  | 6.  | 11. септембар 2022. | Отворено првенство САД, САД        | Тврда   | Каспер Руд         | 6 : 4, 2 : 6, 7 : 6(7 : 1), 6 : 3                       |
| Победник  | 7.  | 19. фебруар 2023.   | Буенос Ајрес, Аргентина            | Шљака   | Камерон Нори       | 6 : 3, 7 : 5                                            |
| Финалиста | 3.  | 26. фебруар 2023.   | Рио, Бразил                        | Шљака   | Камерон Нори       | 7 : 5, 4 : 6, 5 : 7                                     |
| Победник  | 8.  | 20. март 2023.      | Индијан Велс, САД                  | Тврда   | Данил Медведев     | 6 : 3, 6 : 2                                            |
| Победник  | 9.  | 23. април 2023.     | Барселона, Шпанија (2)             | Шљака   | Стефанос Циципас   | 6 : 3, 6 : 4                                            |
| Победник  | 10. | 7. мај 2023.        | Мадрид, Шпанија (2)                | Шљака   | Јан-Ленард Штруф   | 6 : 4, 3 : 6, 6 : 3                                     |
| Победник  | 11. | 25. јун 2023.       | Лондон, УК                         | Трава   | Алекс де Минор     | 6 : 4, 6 : 4                                            |
| Победник  | 12. | 16. јул 2023.       | Вимблдон, УК                       | Трава   | Новак Ђоковић      | 1 : 6, 7 : 6(8 : 6), 6 : 1, 3 : 6, 6 : 4                |
| Финалиста | 4.  | 20. август 2023.    | Синсинати, САД                     | Тврда   | Новак Ђоковић      | 7 : 5, 6 : 7(7 : 9), 6 : 7(4 : 7)                       |
| Победник  | 13. | 17. март 2024.      | Индијан Велс, САД (2)              | Тврда   | Данил Медведев     | 7 : 6(7 : 5), 6 : 1                                     |
| Победник  | 14. | 9. јун 2024.        | Ролан Гарос, Француска             | Шљака   | Александар Зверев  | 6 : 3, 2 : 6, 5 : 7, 6 : 1, 6 : 2                       |
| Победник  | 15. | 14. јул 2024.       | Вимблдон, УК (2)                   | Трава   | Новак Ђоковић      | 6 : 2, 6 : 2, 7 : 6(7 : 4)                              |
| Финалиста | 5.  | 4. август 2024.     | Олимпијске игре (Париз), Француска | Шљака   | Новак Ђоковић      | 6 : 7(3 : 7), 6 : 7(2 : 7)                              |
| Победник  | 16. | 2. октобар 2024.    | Пекинг, Кина                       | Тврда   | Јаник Синер        | 6 : 7(6 : 8), 6 : 4, 7 : 6(7 : 3)                       |
| Победник  | 17. | 9. фебруар 2025.    | Ротердам, Холандија                | Тврда   | Алекс де Минор     | 6 : 4, 3 : 6, 6 : 2                                     |
| Победник  | 18. | 13. април 2025.     | Монте Карло, Француска             | Шљака   | Лоренцо Музети     | 3 : 6, 6 : 1, 6 : 0                                     |
| Финалиста | 6.  | 20. април 2025.     | Барселона, Шпанија                 | Шљака   | Холгер Руне        | 6 : 7(6 : 8), 2 : 6                                     |
| Победник  | 19. | 18. мај 2025.       | Рим, Италија                       | Шљака   | Јаник Синер        | 7 : 6(7 : 5), 6 : 1                                     |
| Победник  | 20. | 8. јун 2025.        | Ролан Гарос, Француска (2)         | Шљака   | Јаник Синер        | 4 : 6, 6 : 7(4 : 7), 6 : 4, 7 : 6(7 : 3), 7 : 6(10 : 2) |
| Победник  | 21. | 22. јун 2025.       | Лондон, УК (2)                     | Трава   | Јиржи Лехечка      | 7 : 5, 6 : 7(5 : 7), 6 : 2                              |
| Финалиста | 7.  | 13. јул 2025.       | Вимблдон, УК                       | Трава   | Јаник Синер        | 6 : 4, 4 : 6, 4 : 6                                     |

### Финала турнира АТП финале следеће генерације

#### Појединачно: 1 (1 победа)
| Исход    | Бр. | Датум              | Турнир          | Подлога   | Противник        | Резултат                   |
| -------- | --- | ------------------ | --------------- | --------- | ---------------- | -------------------------- |
| Победник | 1.  | 13. новембар 2021. | Милано, Италија | Тврда (д) | Себастијан Корда | 4 : 3(7 : 5), 4 : 2, 4 : 2 |

### Рекорди
Напомена: доленаведени остварени рекорди важе за отворену еру, мушке тенисере и такмичења у појединачној конкуренцији.
| Година | Ставка | Играч(и) с којима дели рекорд                                  |
| ------ | --- | -------------------------------------------------------------- |
| 2022.  | Најмлађи тенисер који је освојио Отворено првенство Мајамија (18 година, 11 месеци)                                    | /                                                              |
| 2022.  | Најмлађи тенисер који је освојио Отвореног првенства Мадрида (19 година)                                               | /                                                              |
| 2022.  | Најмлађи тенисер на првом месту АТП листе (19 година, 4 месеца)                                                        | /                                                              |
| 2022.  | Најмлађи тенисер који је завршио годину на првом месту АТП листе (19 година, 5 месеци)                                 | /                                                              |
| 2024.  | Најмлађи тенисер који је освојио гренд слем титулу на три различите подлоге (21 година, 1 месец)                       | /                                                              |
| 2024.  | Најмлађи тенисер који је у истој сезони освојио и Ролан Гарос и Вимблдон (21 година, 2 месеца)                         | /                                                              |
| 2024.  | Тенисер који је у истој сезони освојио и Ролан Гарос и Вимблдон                                                        | Род Лејвер Бјерн Борг Роџер Федерер Рафаел Надал Новак Ђоковић |
| 2024.  | Најмлађи финалиста тениског турнира на Летњим олимпијским играма (21 година, 2 месеца)                                 | /                                                              |
| 2024.  | Први и најмлађи тенисер који је освојио титулу на турнирима из серије АТП 500 на све три подлоге (21 година, 4 месеци) | /                                                              |